# Pseudologoi
Dans la mythologie grecque, les Pseudologoi (grec moderne : Ψευδολογοι; « paroles mensongères ») sont les divinités personnifiant le mensonge.

## Famille
Dans les Théogonies d'Hésiode, ce dernier mentionne sa mère: Eris (la Discorde), et ses frères et sœurs: Ponos (le labeur), Léthé (l'Oubli), les Algos (La Douleur), les Hysminai (Batailles), les Makhai (Batailles), les Phonoi (Meurtres), les Androktasiai (les massacres), les Neikea (Querelles), les Pseudea (Mensonges), les Logoi (Histoires), les Amphillogiai (les Conflits), Dysnomia (l'Anarchie), Até (la Ruine), et Horkos (le Serment),. Ils s'opposent à Alètheia et Pistis (en), qui personnifient respectivement la vérité et l'honnêteté.